# Dalhem (Belgien)
Dalhem (wallonisch: Dålem) ist eine Gemeinde in der Provinz Lüttich in der Wallonischen Region in Belgien.

## Beschreibung
Zur Gemeinde Dalhem gehören seit der Gemeindefusion von 1977 neben dem namensgebenden Ort, die Dörfer oder Weiler Saint-André, Berneau, Bombaye (seit 1977 auch teilweise zu Visé gehörend), Feneur, Mortroux, Neufchâteau und Warsage.
Im Jahr 1080 am Zusammenfluss der Bäche Berwinne und Bolland gegründet, war Dalhem bis zur Französischen Revolution Hauptort einer Grafschaft, die eines der Lande von Übermaas war. Das alte Rathaus von 1655 stammt aus der Zeit als die Grafschaft Dahlem zur Republik der Sieben Vereinigten Provinzen zählte.
Das 1935 errichtete Fort Aubin-Neufchâteau, zum Verteidigungsring von Lüttich gehörend, befindet sich auf dem Gebiet der Gemeinde.
Im ehemaligen regionalen Niederländischen Dialekt wird manchmal auch Dolhain, die Unterstadt vom Limbourg, als Dalhem bezeichnet. Obwohl in beiden Orten heute Französisch gesprochen wird, ist der Name niederfränkisch und bedeutet so viel wie „Talheim“. Die Sprachgrenze lag also einst weiter südlich.

## Persönlichkeiten
- Albert Thys (1849–1915), Offizier und Geschäftsmann
- Henri Francotte (1856–1918), Althistoriker, Bürgermeister von Dalhem
- Émile Lejeune (1938–2024), Fußballspieler
- Roger Claessen (1941–1982), Fußballspieler